# 超人II
《超人II》（英語：Superman II），是一部於1980年上映的超级英雄科幻电影，为1978年《超人》的续集，主演者包括克里斯多夫·李維，金·哈克曼，泰伦斯·史坦普，尼德·巴蒂，莎拉·道格拉斯，玛戈·基德等人。

## 概要
本片是唯一一部由两位导演接力完成的超人电影。但實際上是因為原本擔任導演，並已完成大部分拍攝進度的李察·唐納，由於預算超支問題與監製發生爭執後退出拍攝，且不願列名導演之故。因此本片首映當時，僅將後來負責接手的李察·萊斯特列名導演。
但後來自2001年以後在網路上引發希望能推出李察·唐納原始構想版本的聲浪，加上2006年為了紀念已故男主角克里斯多夫·李維，且唐納也已經與當年拍片時產生不和的監製彼此化解不快，促成「唐納剪輯版」的催生開始朝正面方向推動。最終在原導演唐納監修之下將全片重新剪輯，使本片的「李察唐納剪輯版」問世。此版本除了將首映版中因合約關係未能使用的馬龍·白蘭度（飾演超人的父親）演出畫面接回，並包含了約15分鐘的未公開片段。

## 劇情
一群恐怖份子佔領了艾菲爾鐵塔，更揚言要用氫彈炸掉它，用來威脅法國政府答應他們的要求。而超人愛慕的女記者露薏絲·蓮恩（馬戈迪·基德爾飾）更是為了能夠獲得普利策獎而不顧危險，深入虎穴，情況十分危急。再一次，超人（克里斯多夫·李維飾）及時趕到，從墜落的電梯下救出了露薏絲·蓮恩，並將載有氫彈的電梯運送到外太空，氫彈在遠離地球的太空中爆炸，從而拯救巴黎。
但不幸的是，這場爆炸將之前被克利普頓星球以叛國罪判刑而遭流放外太空，並且囚禁起來的薩德將軍和爾莎、諾三人釋放。他們來到地球，並企圖統治這個星球。
於是，三名從克利普頓星球逃出的惡棍，來到地球上的一個小鎮揚威肆虐。
但此時超人正與已經正式得知自己真實身分的露薏絲·蓮恩兩情相悅，在冰宮卿卿我我，並且已經喪失超人的一切本領，而變成平凡人。在這種不利的情況下，美國總統不得不向惡棍們求饒。後來超人振作起來並恢復原本的力量，與他們展開決鬥，最終戰勝薩德將軍與他的手下。而超人也藉由消除掉露薏絲這幾天以來的記憶，在她面前重新變回原本那個星球日報的同事「克拉克·肯特」。

## 演員
- 克里斯多夫·李維飾超人（卡-艾爾/ 克拉克.肯特）
- 馬戈迪·基德爾飾露薏絲·蓮恩
- 金·哈克曼飾雷克斯·路瑟
- 泰倫斯·史丹普（英语：Terence Stamp）飾 薩德將軍
- 傑基·庫珀（英语：Jackie Cooper）飾 派瑞·懷特
- 莎拉·道格拉斯（英语：Sarah Douglas (actress)）飾 爾莎（英语：Ursa (comics)）
- 傑克·奧哈洛蘭（英语：Jack O'Halloran）飾 諾
- 蘇珊娜·約克飾 蘿拉·洛爾·馮（英语：Lara (comics)）
- 克利夫頓·詹姆斯（英语：Clifton James）飾 警長
- E·G·馬歇爾（英语：E. G. Marshall）飾 美國總統
- 馬爾克·麥克盧爾（英语：Marc McClure）飾 吉米·奧爾森
- 薇樂莉·珀賴因（英语：Valerie Perrine）飾 Eve Teschmacher
- 內德·比提（英语：Ned Beatty）飾 Otis
- 馬龍·白蘭度飾 喬艾爾（僅於李察·唐納導演剪輯版登場）

## 外部連結
- 互联网电影数据库（IMDb）上《超人II》的资料（英文）
- Metacritic上《超人II》的資料（英文）
- AllMovie上《超人II》的资料（英文）
- 爛番茄上《超人II》的資料（英文）
- Box Office Mojo上《超人II》的資料（英文）
- TCM电影资料库上《超人II》的资料（英文）
- 開眼電影網上《超人II》的資料（繁體中文）
- 豆瓣电影上《超人II》的資料 （简体中文）
- 时光网上《超人II》的資料（简体中文）